# Glendale (Queens)
Pour les articles homonymes, voir Glendale.
Glendale  est un quartier de la municipalité de New York, situé au cœur de l'arrondissement du Queens.

## Démographie
Composition ethno-raciale en 2010, :
- Blancs non hispaniques (60,9 %)
- Hispaniques et Latinos (33,4 %)
- Asiatiques (3,1 %)
- Noirs (1,2 %)
- Métis (1,0 %)
- Autres (0,5 %)

Selon l'American Community Survey, pour la période 2012-2016, 57,4 % de la population âgée de plus de 5 ans déclare parler l'anglais à la maison, alors que 21,1 % déclare parler l'espagnol, 6,3 % le polonais, 3,8 % l'italien, 1,6 % l'allemand, 1,1 % le serbo-croate, 0,9 % une langue chinoise, 0,8 % le russe, 0,6 % l'ourdou et 6,3 % une autre langue.